# Pocket Bomberman
Pocket Bomberman (ポケットボンバーマン Poketto Bonbāman?) är en plattform actionspel som första gången släpptes till Game Boy 1997 och senare som en för Game Boy Color 1998.
I motsats till den övergripande bilden av andra Bomberman-titlar, innehåller "Pocket Bomberman" sidscrollande datorspel. Liksom andra Bomberman-spel måste Bomberman besegra alla fiender i varje steg för att avancera. Spelet har totalt 5 världar som spänner över 25 nivåer. Varje värld följer ett annat tema, inklusive skog, undervatten, molntoppar och en mörk underjordisk värld. I slutet av varje värld är en chefs kamp.